# Krawinkel (Neunkirchen-Seelscheid)
Krawinkel ist ein Ortsteil der Gemeinde Neunkirchen-Seelscheid im Rhein-Sieg-Kreis.

## Lage
Krawinkel liegt am Horbacher Bach im Bergischen Land an der Gemeindegrenze zu Ruppichteroth. Nachbarorte sind Eischeid im Westen, Hülscheid im Norden und Oberhorbach im Süden.

## Geschichte
Das Dorf gehörte bis 1969 zur Gemeinde Neunkirchen.
1830 hatte Krawinkel 86 Einwohner. 1845 hatte das Dorf Krahwinkel 100 katholische Einwohner in 18 Häusern. 1888 gab es 63 Bewohner in 16 Häusern.
1901 hatte der Weiler 63 Einwohner. Verzeichnet sind die Ackerer-Familien Peter Demmer, Elisabeth Eischeid, Johann Fielenbach, Witwe J.F. Honscheid, Wilhelm Honscheid, Peter Klein, Wimar Klein, J.A. Kurtenbach, Peter Kurtenbach, Johann Schröder und Wilhelm Steimel.